# Leijn Loevesijn
Leijn Loevesijn   (Amsterdam, 2 de gener de 1949) és un ciclista neerlandès, ja retirat, que fou professional entre 1969 i 1976. Es dedicà al ciclisme en pista.
Com a ciclista amateur va prendre part en els Jocs Olímpics de Mèxic de 1968, en què va guanyar la medalla de plata en la prova de tàndem, fent parella amb Jan Jansen.
Com a professional destaquen vuit títols nacionals en diferents modalitats de ciclisme en pista i un de mundial de velocitat el 1971. Aquell mateix any fou escollit ciclista neerlandès de l'any.

## Palmarès
- 1968
  -  Campió dels Països Baixos del km contrarellotge
  -  Campió dels Països Baixos de tàndem amateur, amb Jan Jansen
  -  Medalla de plata als Jocs Olímpics de Ciutat de Mèxic en tàndem
- 1969
  -  Campió dels Països Baixos de 50 km
- 1970
  -  Campió dels Països Baixos de velocitat
- 1971
  -  Campió del món de velocitat
  -  Campió d'Europa de Velocitat
  -  Campió dels Països Baixos de velocitat
- 1972
  -  Campió dels Països Baixos de velocitat
- 1973
  -  Campió dels Països Baixos de velocitat
- 1974
  -  Campió dels Països Baixos de velocitat
- 1975
  -  Campió dels Països Baixos de velocitat
- 1976
  -  Campió dels Països Baixos de velocitat